# Guaynabo Fluminense FC
Pour les articles homonymes, voir Fluminense Futebol Clube.
Maillots
Le Guaynabo Fluminense Futbol Club est un club de football portoricain. L'équipe a été un membre fondateur de la Puerto Rico Soccer League.Il est affilié à Fluminense, à Rio de Janeiro (Brésil), et a donc la même couleur uniforme et similaire au club de Rio. 